# 프로크루스테스

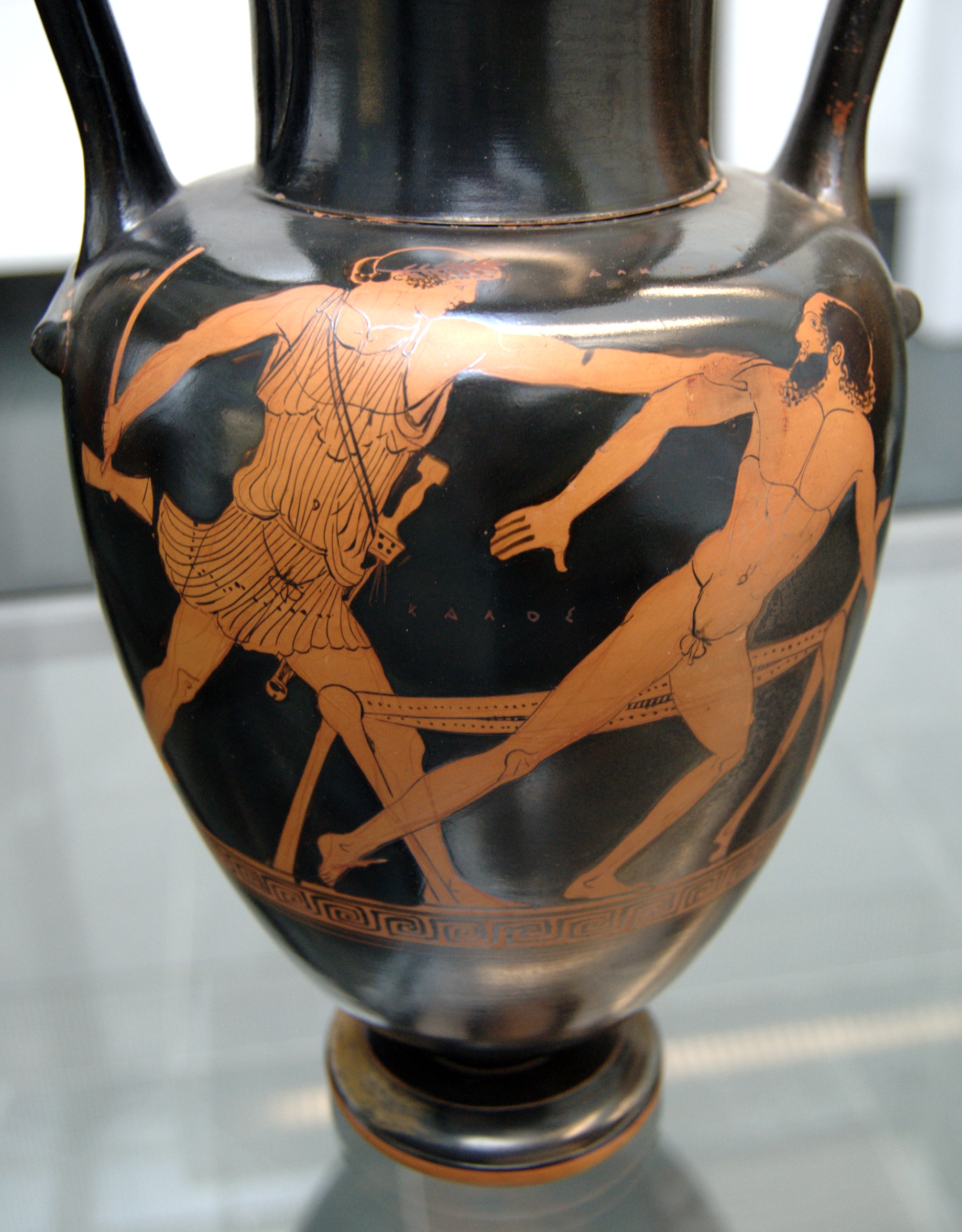
테세우스와 프로크루스테스, 암포라, 기원전 570–560년 경.

프로크루스테스(그리스어: Προκρούστης)는 그리스 신화에 나오는 인물이다. 신화에 따르면 프로크루스테스는 그리스 아티카의 강도로 아테네 교외의 언덕에 집을 짓고 살면서 강도질을 했다고 전해진다. 그의 집에는 철로 만든 침대가 있는데 프로크루스테스는 행인을 붙잡아 자신의 침대에 누이고는 행인의 키가 침대보다 크면 그만큼 잘라내고 행인의 키가 침대보다 작으면 억지로 침대 길이에 맞추어 늘여서 죽였다고 전해진다. 그의 침대에는 침대의 길이를 조절하는 보이지 않는 장치가 있어 그 어느누구도 침대에 키가 딱 들어맞는 사람은 없었다고 한다.
프로크루스테스의 악행은 아테네의 영웅 테세우스에 의해 끝이 난다. 테세우스는 프로크루스테스를 잡아서 침대에 누이고는 똑같은 방법으로 머리와 다리를 잘라내어 처치했다. 프로크루스테스를 처치한 일은 테세우스의 마지막 모험이 된다.
프로크루스테스의 침대라는 말은 바로 이 프로크루스테스의 이야기에서 유래된 말로 자기 생각에 맞추어 남의 생각을 뜯어 고치려는 행위, 남에게 해를 끼치면서까지 자신의 주장을 굽히지 않는 횡포를 말한다.

## 같이 보기
- 테세우스